# Den lange hale
Den lange hale (org. titel The Long Tail) er titlen på en populærøkonomisk bog af Wireds redaktør Chris Anderson, som beskriver, hvordan internettets udbredelse styrker nichemarkeder. Bogen gjorde begrebet "the long tail" eller på dansk "den lange hale" til allemandseje i diskussioner om nettets økonomiske betydning.
Begrebet og fænomenet kaldes "den lange hale", med henvisning til udseendet på en traditionel salgskurve, der angiver produkter på x-aksen, og antal salg på y-aksen. Her kan det tydeligt ses, at med et større udbud (som nettet bl.a. gør muligt pga lave lager- og salgsomkostninger), kan indtjeningen fra salg af nicheprodukter udmærket overhale indtjeningen på traditionelle hits og blockbusters. Dette gør op med en gammel økonomisk tommelfingerregel om, at 80% af indtjeningen kommer fra 20% af produkterne. Hit-økonomien har traditionelt opereret efter denne devise, fordi hyldepladsen har været dyr og begrænset. Anderson demonstrerer, at gøres mere tilgængeligt, vil det også sælge mere, og akkumulativt kunne skabe større indtjening og et bedre match af udbud og efterspørgsel. Hvert produkt på 'halen' sælger hver for sig ganske få eksemplarer, men tilsammen er de økonomisk potente, fordi det med digitale medier kan lade sig gøre at tilgængeliggøre mange af dem. F.eks. kan ITunes og andre onlinebutikker rumme millioner af mp3-musiknumre og film på deres harddiske, og dermed langt overgå selv den bedst udstyrede pladeforretning eller videobiks i udbud.